# Die Feste mit Florian Silbereisen/Episodenliste
Die Liste der Feste mit Florian Silbereisen (früher Die Feste der Volksmusik) enthält alle Sendungen der Feste mit Florian Silbereisen. Von 1994 bis 2003 wurde die Sendung von Carmen Nebel und ab 2004 von Florian Silbereisen moderiert, sie wird vom Ersten und dem ORF ausgestrahlt und vom MDR produziert.
Die Sendungen wurden bisher nur in Deutschland, Österreich, Italien und Norwegen veranstaltet:
- Nesoya, Rostock, Berlin, Leipzig, Halle (Saale), Magdeburg, Hof, Cottbus, Erfurt, Suhl, Chemnitz, Chemnitz-Röhrsdorf, Zwickau, Meßkirch, Riesa, Graz, Dornbirn, Bozen, Dortmund, Oldenburg, München, Grünwald, Kitzbühel, Gelsenkirchen

## Liste der Sendungen
Erklärung
- Folge: Nennt die Folge der Sendung
- Datum: Nennt das Datum der Sendung
- Name des Festes: Nennt den Namen des Festes
- Ort: Nennt den Ort, wo die Sendung ausgetragen wurde
- Mitwirkende: Nennt die Stars, die in der Sendung waren

| Folge   | Datum              | Name des Festes                                          | Ort                | Mitwirkende | Zuschauerzahl |
| ------- | ------------------ | -------------------------------------------------------- | ------------------ | --- | ------------- |
| 001.    | 2. Juni 1994       | Sommerfest                                               | Chemnitz           | AlpenRebellen, Duo Thomasius, Gaby Albrecht, Angela Wiedl, Gotthilf Fischer, Andy Borg |               |
| 002.    | 4. Februar 1995    | Winterfest                                               | Chemnitz-Röhrsdorf | Marianne und Michael, Stefanie Hertel, Gaby Albrecht, Nockalm Quintett, Judith und Mel, Patrick Lindner, Kastelruther Spatzen |               |
| 003.    | 29. April 1995     | Frühlingsfest                                            | Chemnitz           | Angela Wiedl, Die Schäfer, Hias, Franzl Lang, Maria Hellwig und Margot Hellwig, Kohlhofers, Olaf Berger, Hansi Hinterseer, Heintje und der Kinderchor |               |
| 004.    | 10. Juni 1995      | Sommerfest                                               | Chemnitz           | Heino, Nicki, Nicole |               |
| 005.    | 30. September 1995 | Herbstfest                                               | Hof                | Willi Seitz, Wildecker Herzbuben, Marianne und Michael, Nena, Maria Hellwig und Margot Hellwig, Andrea Jürgens und Nockalm Quintett |               |
| 006.    | 25. Dezember 1995  | Weihnachtsfest                                           | Chemnitz-Röhrsdorf | Patrick Lindner, Hanne Haller, Vreni und Rudi, Gunther Emmerlich, Matthias Reim |               |
| 007.    | 10. Februar 1996   | Winterfest                                               | Chemnitz-Röhrsdorf | Stefanie Hertel und Stefan Mross, Gitte & Klaus |               |
| 008.    | 6. April 1996      | Frühlingsfest                                            | Cottbus            | Judith und Mel, Marika Rökk, Gitti und Erica, Heintje, Edith Prock, AlpenRebellen |               |
| 009.    | 29. Juni 1996      | Sommerfest                                               | Chemnitz           | Géraldine Olivier, Vreni und Rudi, Pierre Brice, Die Schäfer, Eberhard Hertel, Tölzer Knabenchor, Gitti & Erica, Wildecker Herzbuben, Eva Maria, Nicki, Franzl Lang, Richard Clayderman, Waltraut Haas, André Rieu und sein Johann-Strauß-Orchester |               |
| Best of | 24. August 1996    | Das Beste                                                |                    | Marika Rökk, Heintje, Wildecker Herzbuben, Maria Hellwig und Margot Hellwig, Hias und Franzl Lang, Gitti & Erica, Stefanie Hertel, Die Klostertaler, Mara Kayser |               |
| 010.    | 19. Oktober 1996   | Herbstfest                                               | Chemnitz-Röhrsdorf | Heintje, Gaby Albrecht, Stefanie Hertel, Alice Kessler und Ellen Kessler, Margitta und ihre Töchter, Kastelruther Spatzen, Daniela und Dirk |               |
| 011.    | 25. Dezember 1996  | Weihnachtsfest                                           | Hof                | Wencke Myhre und Karel Gott, Lolita, Elmar Gunsch, Gitti & Erica, Peter Steiner und Gerda Steiner, Maria Hellwig und Margot Hellwig |               |
| 012.    | 25. Januar 1997    | Winterfest                                               | Chemnitz-Röhrsdorf | Peter Kraus, Vicky Leandros, Schürzenjäger, Mühlenhof Musikanten, Andy Borg, Gaby Albrecht, Reiner Kirsten, Marc Pircher, Marianne und Michael, Florian Silbereisen, Stefan Mross, Achim Mentzel, Jazz Gitti, Karin Tietze-Ludwig |               |
| 013.    | 5. April 1997      | Frühlingsfest                                            | Chemnitz           | Geschwister Hofmann, Die Klostertaler, Hanne Haller, Hias, Stefanie Hertel und Kinder aus Chemnitz, Irma Holder, Oliver Thomas, Bianca Shomburg, Judith und Mel, Theo Adam, Trenkwalder, Ernst Mosch und seine Original Egerländer Musikanten, Karel Gott, Carolin Reiber, Andreas Bieber und Musical Joseph, Dagmar Koller, Marianne Kiefer und der Spielmannszug |               |
| 014.    | 21. Juni 1997      | Sommerfest                                               | Chemnitz-Röhrsdorf | Nockalm Quintett, Ilse Werner, Angelika Milster, Günter Wewel, Wolfgang Edenharder, Willi Seitz, Olaf Berger |               |
| Best of | 23. August 1997    | Das Beste                                                |                    | Hansi Hinterseer, Gitte Hænning, Vicky Leandros, Maria Hellwig und Margot Hellwig |               |
| 015.    | 11. Oktober 1997   | Herbstfest                                               | Hof                | Hansi Hinterseer, Die Flippers, Sandra Weiss, Patrick Lindner, Heinz Schenk, Roger Whittaker, Wildecker Herzbuben, Klausjürgen Wussow und Gaby Dohm, Geschwister Hofmann, Frans Bauer, Angela Wiedl, Géraldine Olivier, Al Bano und Vogtland Philharmoniker |               |
| 016.    | 25. Dezember 1997  | Weihnachtsfest                                           | Cottbus            | Vreni und Rudi, Andrea und Manuela, Lena Valaitis, Rolf Zuckowski, St. Petersburg Project, Heino, Rubina Hayato, Eberhard Hertel, Jesica de Rooy und die Volksmusikspatzen, Hans Clarin, Gaby Albrecht, Schürzenjäger, Christopher Baker, Roberto Blanco, Alpentrio Tirol, Wilhelm Wieben, Gotthilf Fischer, Willy Millowitsch, Uwe Hübner, Cindy und Bert, Rosanna Rocci und Michael Morgan, Edward Simoni, Bernhard Brink, Ireen Sheer, Wind, Michelle, Tom Astor, Gaby Baginsky, Uta Bresan, Tommy Steiner, Frank Zander, Mary Roos, Gunther Emmerlich |               |
| 017.    | 7. Februar 1998    | Winterfest                                               | Chemnitz-Röhrsdorf | Mühlenhof Musikanten, Henry Arland, Edlseer, Kastelruther Spatzen, Margit Sponheimer, Andrea Jürgens und Nockalm Quintett, Bayerisches Kleeblatt, Marianne und Michael, Volker Bengl, Rex Gildo, Musicals Starlight Express, Cats, Die Schöne und das Biest |               |
| 018.    | 11. April 1998     | Frühlingsfest                                            | Chemnitz           | Johannes Heesters, Ernst Mosch, Die Klostertaler, Geschwister Hofmann |               |
| 019.    | 27. Juni 1998      | Sommerfest                                               | Magdeburg          | Gaby Albrecht, Mireille Mathieu, Wildecker Herzbuben, Gotthilf Fischer, Wencke Myhre |               |
| Best of | 8. August 1998     | Das Beste                                                |                    | Ilse Werner, Johannes Heesters, Hansi Hinterseer, Stefanie Hertel, Heintje und Gina, Al Bano |               |
| 020.    | 24. Oktober 1998   | Herbstfest                                               | Rostock            | Judith und Mel, Alpentrio Tirol, Hansi Hinterseer, Andy Borg, Dieter Thomas Heck, Saskia Heckscher, Helmut Lotti, Bianca, Edith Prock, Willi Seitz und seine Freunde, Truck Stop, Vicky Leandros Alpenrebellen, Marienechor der Schwarzmeerflotte, Tony Marshall, Die Volksmusikspatzen |               |
| 021.    | 25. Dezember 1998  | Weihnachtsfest                                           |                    | Eva Maria, Nockalm Quintett, Tölzer Knabenchor, Karel Gott, Angela Wiedl, Stefanie Hertel, Engelbert |               |
| 022.    | 19. Februar 1999   | Winterfest                                               | Chemnitz-Röhrsdorf | Géraldine Olivier, Marianne und Michael, Kastelruther Spatzen, Peter Kraus |               |
| 023.    | 24. April 1999     | Frühlingsfest                                            | Magdeburg          | Heino und Hannelore Kramm, Die Klostertaler, Angela Wiedl, Claudia Jung, Florian Silbereisen |               |
| 024.    | 26. Juni 1999      | Sommerfest                                               | Chemnitz           | Maria Hellwig und Margot Hellwig, Monika Martin, Andreas Fulterer, Frans Bauer, Oliver Thomas, Hansi Hinterseer, Achim Mentzel, Nicole |               |
| Best of | 24. Juli 1999      | Wunschfest                                               |                    | |               |
| 025.    | 2. Oktober 1999    | Jubiläumsfest                                            | Hof                | Monique, Heino, Stefanie Hertel und Stefan Mross, Mireille Mathieu, Harald Juhnke, Mühlenhof Musikanten, die Volksmusikspatzen und der Sandmann, Anna Maria Kaufmann und Peter Hofmann, Kristina Bach, Wildecker Herzbuben, Gaby Albrecht, Gunther Emmerlich mit Günter Wewel und Ivan Rebroff |               |
| 026     | 25. Dezember 1999  | Weihnachtsfest                                           | Chemnitz-Röhrsdorf | Freddy Quinn, Kastelruther Spatzen, Géraldine Olivier, Michael Schanze, Tony Marshall |               |
| 027.    | 19. Februar 2000   | Winterfest                                               | Chemnitz-Röhrsdorf | Die Flippers, Bianca, Mary Schneider, Judith und Mel, Oswald Sattler, Jantje Smit |               |
| 028.    | 20. Mai 2000       | Frühlingsfest                                            | Hof                | Stefanie Hertel, Roberto Blanco, Vreni und Rudi, Brunner & Brunner, Wiener Walzerengel und Regensburger Domspatzen |               |
| 029.    | 8. Juli 2000       | Sommerfest                                               | Rostock            | Francine Jordi, Oswald Sattler und Jantje Smit, Marianne und Michael, Tom Astor, Stefan Mross, Mary Roos |               |
| Best of | 19. August 2000    | Wunschfest                                               |                    | Hansi Hinterseer, Heino, Roland Kaiser, Vikinger, Marianne und Michael, Stefanie Hertel, Die Flippers, Bianca, Al Bano, Angela Wiedl, Vicky Leandros, Gunther Emmerlich mit Günter Wewel und Ivan Rebroff, Roger Whittaker |               |
| 030.    | 7. Oktober 2000    | Herbstfest                                               | Magdeburg          | Stefanie Hertel, Karel Gott, Angela Wiedl, Die Jungen Tenöre, Michelle, Die Schäfer, Helmut Lotti, Geschwister Hofmann, Roger Whittaker, Gaelforce Dance |               |
| 031.    | 25. Dezember 2000  | Weihnachtsfest                                           | Zwickau            | Gaby Albrecht, Franzl Lang, Henry Arland und Maxi Arland, Katja Ebstein, Stefan Mross |               |
| 032.    | 10. Februar 2001   | Winterfest                                               | Chemnitz-Röhrsdorf | Vikinger, Dirk Schiefen und Deutsches Filmorchester Babelsberg, Mara Kayser und Marc Wessely, Frans Bauer, Heino, Marshall & Alexander mit Dalila Dimitrov, Hansi Hinterseer, Lisa del Bo, Oswald Sattler und Jantje Smit, Jana Tornova und André Höhl, Höhner, Peter Bond, Matthias Reim, Nana Mouskouri |               |
| 033.    | 21. April 2001     | Frühlingsfest                                            | Chemnitz-Röhrsdorf | Michelle, Oliver Thomas, Alpenrebellen, Géraldine Olivier, Die Klostertaler, Inka Bause, Kristina Bach, Die Paldauer, Rolf Zuckowski und seine Freunde, Gaby Albrecht, Ireen Sheer, Heintje, Johnny Logan, Erkan Aki |               |
| 034.    | 16. Juni 2001      | Sommerfest                                               | Magdeburg          | Truck Stop, Andy Borg, Monika Martin, Mary, Musical Elisabeth, Riverdance, Smokie |               |
| Spezial | 4. August 2001     | Hochzeitsfest                                            | Meßkirch           | Sondersendung zur Hochzeit von Alexandra Hofmann und Dietmar Geiger, mit Geschwister Hofmann, Nana Mouskouri, Marianne und Michael, Hansi Hinterseer |               |
| 035.    | 3. November 2001   | Herbstfest                                               | Dornbirn           | Kastelruther Spatzen, Margot Eskens, Vicky Leandros, Eva Lind, Albano Carrisi, Remo Frankello, Alexander Lien, Helmut Lotti, Bernhard Brink, DJ Ötzi, Wolfgang Petry, Geschwister Hofmann |               |
| 036.    | 25. Dezember 2001  | Weihnachtsfest                                           | Hof                | Die Flippers, Angela Wiedl, Maria Hellwig und Margot Hellwig, Mary Roos, Edith Prock, Ute Freudenberg |               |
| 037.    | 16. Februar 2002   | Winterfest                                               | Chemnitz-Röhrsdorf | Nockalm Quintett, Johannes Kalpers, Michael Junior, Hansi Hinterseer und Lena Valaitis, Marianne und Michael, Heintje, Nino de Angelo und Chris Norman, Stefanie Hertel und Stefan Mross, Guildo Horn und Die Orthopädischen Strümpfe, Francine Jordi |               |
| 038.    | 20. April 2002     | Frühlingsfest                                            | Bozen              | Kastelruther Spatzen, Vincent und Fernando, G. G. Anderson, Matthias Reim, Gregorian, Milva, Vikinger, Leonard, Anna Maria Kaufmann und Die Jungen Tenöre |               |
| 039.    | 29. Juni 2002      | Sommerfest                                               | Magdeburg          | Die Klostertaler, Schauorchester Ungelenk, Tony Marshall, Florian Silbereisen, Mary Roos, Angela Wiedl, Chris Andrews, Monika Martin und Daniel O’Donnell |               |
| Best of | 24. August 2002    | Überraschungsfest                                        |                    | Hansi Hinterseer, Marianne und Michael, Gaby Dohm und Klausjürgen Wussow, Stefanie Hertel, Dieter Thomas Heck, Rolf Zuckowski, Mary Roos, Vicky Leandros |               |
| 040.    | 19. Oktober 2002   | Herbstfest                                               | Zwickau            | Geschwister Hofmann, Roger Whittaker, Wencke Myhre, Heino, Michelle, Frank Schöbel |               |
| 041.    | 25. Dezember 2002  | Weihnachtsfest                                           | Chemnitz-Röhrsdorf | Wiener Sängerknaben, Helmut Lotti, Queen Esther Marrow und Harlem Gospel Singers, Hans Klok |               |
| 042.    | 15. Februar 2003   | Winterfest                                               | Hof                | André Rieu, Stefanie Hertel und Stefan Mross, Andy Borg, Monika Martin, Katja Ebstein, Princess, Karel Gott, Olsen Brothers, Francine Jordi, Inka Bause, Nockalm Quintett |               |
| 043.    | 12. April 2003     | Frühlingsfest                                            | Zwickau            | Howard Carpendale, Patrick Lindner, Mara Kayser, Tom Astor | 5,95 Mio.     |
| 044.    | 21. Juni 2003      | Sommerfest                                               | Magdeburg          | Stefanie Hertel, Francine Jordi, Kristina Bach, Nino de Angelo, Marianne und Michael, Rudi Carrell | 5,80 Mio.     |
| Best of | 23. August 2003    | Überraschungsfest                                        |                    | Stefanie Hertel und Stefan Mross, Hansi Hinterseer, Kastelruther Spatzen, Wolfgang Petry | 6,19 Mio.     |
| 045.    | 18. Oktober 2003   | Herbstfest                                               | Erfurt             | Judith und Mel, Remo Frankello, Bianca und Peter Fröhlich, Helmut Lotti, Geschwister Hofmann, Heintje, Die Jungen Tenöre, Uschi Glas mit Kindern und Kartenlegerin, Schauorchester Ungelenk, Kastelruther Spatzen, Andreas Rier, Frans Bauer, Matthias Reim, Die Flippers, Markus Wolfahrt, Wolfgang Petry, Les Misérables, Original Naabtal Duo | 7,01 Mio.     |
| 046.    | 25. Dezember 2003  | Weihnachtsfest                                           | Leipzig            | Choreographin Emöke Pöstenyi, Jana Tornevá und André Höhl sowie Volksmusikspatz Tim beantworten in einem Quiz Fragen zu 9½ Jahren Feste der Volksmusik mit Carmen Nebel. Ausschnitte von Jantje Smit, Kastelruther Spatzen, Hansi Hinterseer, André Rieu, Bianca und Peter Fröhlich, Uschi Glas, Stefanie Hertel, Edith Prock, Michelle | 4,54 Mio.     |
| 047.    | 7. Februar 2004    | Winterfest                                               | Chemnitz           | Wildecker Herzbuben, Semino Rossi, Heino, Vikinger, Stefanie Hertel und Stefan Mross, Ute Freudenberg, Alpentrio Tirol, Maria Hellwig und Margot Hellwig, Daniel Küblböck, Mr Chap, Frank Schöbel, De Randfichten, Jantje Smit, Mireille Mathieu | 6,76 Mio.     |
| 048.    | 10. April 2004     | Frühlingsfest                                            | Suhl               | Alpenrebellen, Die Ladiner und Nicole, Mara Kayser, Achim Mentzel, Heintje, Andy Borg, Geschwister Hofmann, Johannes Heesters, Toni, Uwe Busse, Nathalie Kollo und René Kollo, Original Naabtal Duo, Judith und Mel, Roberto Blanco und Captain Jack, Olsen Brothers, Sheila, Nana Mouskouri, Wildecker Herzbuben | 6,01 Mio.     |
| 049.    | 5. Juni 2004       | Hochzeitsfest                                            | Magdeburg          | Hansi Hinterseer, Karel Gott, Mary Roos, Heino, DJ Ötzi, Ute Freudenberg, Uta Bresan, Kristina Böhm, Mirja Boes, Connie Francis |               |
| Best of | 14. August 2004    | Überraschungsfest                                        | Nesøya/Norwegen    | Wencke Myhre, Wildecker Herzbuben, Andy Borg, Jantje Smit |               |
| 050.    | 18. September 2004 | Jubiläumsfest                                            | Chemnitz           | Helmut Lotti, Geschwister Hofmann, Die Flippers, André Rieu, Gaby Albrecht, Roger Whittaker, Wencke Myhre, De Randfichten, Stefanie Hertel, Matthias Reim und Bonnie Tyler, Kastelruther Spatzen, Angela Wiedl, Das Neue Sinfonieorchester Berlin, Nockalm Quintett, Toni, Uwe Busse und Simone, Wildecker Herzbuben, Piero Mazzocchetti | 6,32 Mio.     |
| 051.    | 27. November 2004  | Adventsfest                                              | Suhl               | Mireille Mathieu, Vicky Leandros, Jantje Smit, De Randfichten, Helmut Kohl, Gloria von Thurn und Taxis, Nana Mouskouri, Semino Rossi, David Hasselhoff und die Volksmusikspatzen |               |
| 052.    | 25. Dezember 2004  | Weihnachtsfest                                           | Chemnitz           | Angela Wiedl, Wencke Myhre, Karel Gott, Stefanie Hertel und die Volksmusikspatzen | 5,91 Mio.     |
| 053.    | 12. Februar 2005   | Winterfest                                               | Magdeburg          | Wildecker Herzbuben, Ingo Steuer, Marc Pircher, Tony Marshall, Jimmy Peacock, Angela Wiedl, Ireen Sheer, Bernhard Brink, Joy Gruttmann und Schnappi, Marianne und Michael, Bianca, Mary Roos, Leonard, Ute Freudenberg, Jutta Müller, Patrick Lindner, Michelle, Reinhard Mirmseker und die Volksmusikspatzen |               |
| 054.    | 9. April 2005      | Frühlingsfest                                            | Chemnitz           | Die Draufgänger, Gotthilf Fischer, Mara Kayser, Maike und Jörg Probst, Vreni und Rudi, Hansi Hinterseer, Fritz Werner, Alexander Klaws und Sabrina Weckerlin, Ireen Sheer, Gunther Emmerlich, Original Naabtal Duo, Anna Katharina Kränzlein, Andy Borg, Judith und Mel, Wildecker Herzbuben, Michelle, Uwe Busse und die Volksmusikspatzen | 7,35 Mio.     |
| 055.    | 14. Mai 2005       | Hochzeitsfest                                            | Cottbus            | Toni, Eberhard Hertel, DJ Ötzi, Original Naabtal Duo, Wildecker Herzbuben, Helene Fischer, Petra Kusch-Lück und Roland Neudert, Dieter Thomas Heck, Chris Roberts, Roland Kaiser, Bata Illic, Lena Valaitis, Katja Ebstein, Deborah Sasson und Michael Kleitmann, Lolita, Pierre Brice und Paloma Würth und die Volksmusikspatzen | 6,15 Mio.     |
| 056.    | 25. Juni 2005      | Sommerfest                                               | Chemnitz           | Andreas Fulterer, Edlseer, Jantje Smit, Géraldine Olivier, Heintje, Johannes Kalpers und Limburger Domsingknaben, De Randfichten, Audrey Landers und Sohn Daniel Landers, Frank Schöbel, Alpenrebellen, Petra Kusch-Lück, Wildecker Herzbuben, Kristina Bach, Gaby Albrecht, Musical Die drei Musketiere, Leonard, Peggy March und die Volksmusikspatzen | 5,20 Mio.     |
| Best of | 13. August 2005    | Überraschungsfest                                        |                    | Roger Whittaker, André Rieu, Kastelruther Spatzen, Heintje, Die Flippers, Hansi Hinterseer, Mireille Mathieu, Nana Mouskouri | 6,97 Mio.     |
| 057.    | 24. September 2005 | Herbstfest                                               | Chemnitz           | Stefanie Hertel und Stefan Mross, Nockalm Quintett, Kastelruther Spatzen, Richard Clayderman, Kristina Bach, Die Flippers, Schürzenjäger, Heino, Mary Roos, Trenkwalder, Paola Felix, Die drei Zwidern, Geschwister Hofmann, Wildecker Herzbuben, Maike Boerdam-Strobel, Hansi Hinterseer, Wencke Myhre, Francine Jordi, Semino Rossi, Karel Gott und Simone, Ireen Sheer, Edward Simoni und Francisco Araiza, Matthias Reim und Dirk Michaelis, André Rieu, Lord of the Dance und die Volksmusikspatzen | 6,64 Mio.     |
| 058.    | 26. November 2005  | Adventsfest                                              | Cottbus            | Wildecker Herzbuben, Toni „Flugficht“ und De Randfichten, Dagmar Koller, Ladiner und Nicole, St. Petersburger Knabenchor, Deborah Sasson, Die Paldauer, Heintje, Joy Gruttmann und Schnappi, Eberhard Hertel mit Stefanie Hertel und Stefan Mross, Semino Rossi, Kastelruther Spatzen, Schürzenjäger, Geschwister Hofmann, Angela Wiedl, Angelika Milster, Eva Sattler als Nürnberger Christkind, Gloria von Thurn und Taxis und die Volksmusikspatzen | 7,62 Mio.     |
| 059.    | 4. Februar 2006    | Winterfest                                               | Magdeburg          | Andy Borg, Stefan Mross, Die Zipfelbuben, Mara Kayser, Marc Pircher, DJ Ötzi, Mühlenhof Musikanten, Schöneweile, De Randfichten, Original Naabtal Duo, Johannes Heesters, Ireen Sheer, Patrick Lindner, Helene Fischer, Wildecker Herzbuben, Semino Rossi, Inka Bause, Diana Sorbello, De Höhner und die Volksmusikspatzen | 7,20 Mio.     |
| 060.    | 25. März 2006      | Frühlingsfest                                            | Chemnitz           | Gabriele Jacoby, Roger Whittaker, Alpenrebellen, Die Herrn von der Tankstelle, Judith und Mel, Maxi Arland, Dagmar Berghoff, Stuntcrew Babelsberg, Geraldine Olivier, Andy Borg, Frank Schöbel, Ursprung Buam, Tanzpalais, Vreni Margreiter, Helmut Lotti, Nicole, Angelika Milster, Nina Hagen, Mara Kayser, Wolfgang Ambros, Roger Whittaker und die Volksmusikspatzen |               |
| 061.    | 15. Juli 2006      | Sommerfest                                               | Erfurt             | Die Paldauer, Die Zipfelbuben, Toni Kraus, Original Naabtal Duo, Ireen Sheer, Wildecker Herzbuben, Edlseer und Stoakogler, Geschwister Hofmann, Oliver Thomas, Claudia Jung, Karel Gott, Vincent und Fernando, Gitti & Erica, Gaby Albrecht, Pierre Kartner, Monika Martin, G. G. Anderson, Semino Rossi, Pia Douwes, Patrizio Buanne und die Volksmusikspatzen |               |
| 062.    | 19. August 2006    | Überraschungsfest                                        |                    | David Copperfield, Nana Mouskouri, Pierre Brice, Roger Whittaker, André Rieu, Ute Freudenberg, Kastelruther Spatzen, Die Flippers, Hansi Hinterseer | 5,69 Mio.     |
| 063.    | 16. September 2006 | Herbstfest                                               | Chemnitz           | Mireille Mathieu, Richard Clayderman, Pierre Brice, Helmut Lotti, Stefanie Hertel und Stefan Mross, Heino, Die Flippers, Michelle, Nockalm Quintett, Kastelruther Spatzen, Jantje Smit, die Volksmusikspatzen | 6,60 Mio.     |
| 064.    | 2. Dezember 2006   | Am laufenden Band                                        | Zwickau            | Mireille Mathieu, Kastelruther Spatzen, Jens Riewa, Declan Galbraith, Gaby Albrecht, Regensburger Domspatzen, US5, Karel Gott, Bo Katzman, die Volksmusikspatzen, Ralf Möller, Rosi Mittermaier und Christian Neureuther, Monrose, Peter Moreno, Ralph Morgenstern, DJ Ötzi, Die Zipfelbuben, Kim Wilde | 6,26 Mio.     |
| 065.    | 27. Januar 2007    | Winterfest                                               | Halle (Saale)      | Trenkwalder, Gitti und Erika, Angela Wiedl, Michelle, André Rieu, Schürzenjäger, G. G. Anderson, Declan Galbraith, Hademar Bankhofer und sein Sohn, Captain Cook und seine singenden Saxophone, Die jungen Zillertaler, Geraldine Olivier, Kurt Elsasser, Nadja Abd el Farrag und die Volksmusikspatzen | 7,43 Mio.     |
| 066.    | 17. März 2007      | Frühlingsfest                                            | Riesa              | Pierre Brice, Die Paldauer, Achim Mentzel, Gitti und Erika, Die Zipfelbuben, Maria und Margot Hellwig, Karel Gott, Rainhard Fendrich, Declan Galbraith, Musical „Die Schöne und das Biest“, Toni Kraus, Leonard, De Höhner, Henning Fritz und die Volksmusikspatzen | 6,03 Mio.     |
| 067.    | 30. Juni 2007      | Sommerfest                                               | Magdeburg          | Thomas Anders, G.G. Anderson, Helene Fischer, Tom Gäbel, Eva Lind, Wolke Hegenbarth, Ruth Moschner, Nockalm Quintett, De Randfichten, Geraldine Olivier, Schürzenjäger, die Volksmusikspatzen, Heintje, Michael Wendler | 5,26 Mio.     |
| 068.    | 15. September 2007 | Herbstfest                                               | Chemnitz           | die Volksmusikspatzen, Geschwister Hofmann, Die Flippers, Hans Hinterseer, Claudia Jung, Mara Kayser, Leonard, Trenkwalder, Semino Rossi, Edlseer, Marielle, Matthias Sagorski, Enkelkinderclub, Lys Assia und Beatrice Egli, Helene Fischer, Engelbert | 5,45 Mio.     |
| 069.    | 1. Dezember 2007   | Adventsfest                                              | Suhl               | Reiner Kirsten, Hansi Hinterseer, Edith Prock, Captain Cook, Judith & Mel, G. G. Anderson, Optix, Angela Wiedl, Wind, Johannes Kalpers, Nürnberger Christkind, Rolf Zuckowski, Declan Galbraith, Petra Kusch-Lück und Roland Neudert, Grit Boettcher, Kastelruther Spatzen, Vincent & Fernando, Harlem Globetrotters, Zellberg Buam, Gaby Albrecht, Kristina Bach, Nino de Angelo, Ricardo Marinello | 7,22 Mio.     |
| 070.    | 25. Dezember 2007  | Weihnachtsfest der Überraschungen                        | Magdeburg          | Helmut Lotti, Oswald Sattler, Original Naabtal Duo, Tom Astor, Tom Gäbel, Rolf Zuckowski und der Elbkinderlandchor der Magdeburger Grundschule Nordwest, Frank Schöbel, Helene Fischer, André Rieu, Audrey Landers, Toni | 6,08 Mio.     |
| 071.    | 9. Februar 2008    | Winterfest                                               | Magdeburg          | Ruth Moschner, Hubsi Trenkwalder, Marc Pircher, Edlseer, De Randfichten, Geschwister Hofmann, Olaf Henning, Peter Kraus, Monique, Wildecker Herzbuben, Stuntcrew Babelsberg Action Unlimited, De Höhner, Declan Galbraith, Tony Marshall, Marc Marshall, Atomik Harmonik, Stefanie Hertel, DJ Ötzi, Roland Kaiser, Die jungen Tenöre | 6,05 Mio.     |
| 072.    | 5. April 2008      | Frühlingsfest                                            | Riesa              | Markus Becker, Angela Wiedl, Toni, Nic, Die Mayrhofner, Jörg Bausch, Judith & Mel, Carolin Fortenbacher, Heintje, Schnuffel, Marianne & Michael, Michael Morgan, Günter Wewel, Wildecker Herzbuben, Lena Valaitis, Francine Jordi, Stuntcrew Babelsberg Action Unlimited, Michael Wendler, Roger Whittaker | 6,08 Mio.     |
| 073.    | 12. Juli 2008      | Sommerfest                                               | Bozen              | Kastelruther Spatzen, Klostertaler, Oswald Sattler, Nockalm Quintett, Claudia Jung, Atlantis, Diana Sorbello, Ireen Sheer, Carolin Reiber, Helene Fischer, Isabel Varell, Marion Rier, Dorfrocker, Rudy Giovannini, Ling, Volksmusikspatzen, Alexandra Lexer | 5,74 Mio.     |
| 074.    | 13. September 2008 | Herbstfest                                               | Chemnitz           | Helmut Lotti, Wencke Myhre, Die Flippers, Monika Martin, Die Trenkwalder, Florian Zimmer, Sepp Maier, Donikkl, Schlagerfeuer, Chris Doerk & Frank Schöbel, Klostertaler, Akim, Fernando Express, Heino, Frans Bauer, Truck Stop, Destivo, Die jungen Tenöre, Volker Bengl, Björn Casapietra, Johannes Kalpers, Erkan Aki | 5,36 Mio.     |
| 075.    | 29. November 2008  | Adventsfest                                              | Suhl               | Michael Wendler, Andy Borg, Stefanie Hertel, Stefan Mross, Eberhard Hertel, Gaby Albrecht, Grit Boettcher, Tom Astor, Claudia & Alexx, Ling, Patrick Lindner, De Randfichten, Akim, Erol Sander, Eva Lind, Ralf Moeller, Lucia Aliberti, Udo Wenders, Swan Lake, The Very Best of Black Gospel, Roger Whittaker | 6,54 Mio.     |
| 076.    | 7. Februar 2009    | Winterfest der Überraschungen                            | Riesa              | Geschwister Hofmann, Kate Hall, Schäfer Heinrich, Nana Mouskouri, DJ Ötzi, Michael Hirte, Marianne & Michael, Silvio D'Anza, Donikkl, Dorfrocker, Tony Marshall, Dagmar Koller, G. G. Anderson | 5,71 Mio.     |
| 077.    | 25. April 2009     | Frühlingsfest                                            | Halle              | Die Zipfelbuben, Roger Whittaker, Michael Wendler, die Volksmusikspatzen, Christer Sjögren, Erol Sander, Semino Rossi, Wenche Myhre, Mary Roos, Stefanie Hertel, Helene Fischer, Hannelore Auer | 5,34 Mio.     |
| 078.    | 20. Juni 2009      | Sommerfest                                               | Magdeburg          | Höhner, Sepp Maier, Neue Zeiten, Michael Hirte, Die Flippers, die Volksmusikspatzen, Ray Style, Die Amigos, Andy Borg, Franz Brei, Kristina Bach, Tom Astor, Christoff, Nicole | 5,62 Mio.     |
| 079.    | 17. Oktober 2009   | Herbstfest                                               | Riesa              | Höhner, Wildecker Herzbuben, Fernsehballett des MDR, Die Flippers, Kastelruther Spatzen, Ray Style, Florian Zimmer, die Volksmusikspatzen, Karel Gott, Michelle, Marc Claasen, Silvio D'Anza, Helene Fischer, Vanessa Neigert | 6,28 Mio.     |
| 080.    | 28. November 2009  | Adventsfest der 100.000 Lichter                          | Suhl               | Barbara Wussow, die Volksmusikspatzen, Diana Sorbello, Chinesischer Nationalcircus, Kids of Pop, Fernsehballett des MDR, Daliah Lavi, Nicole, Michael Hirte, Albert Fortell, Dieter Thomas Heck, Ella Endlich, Richard Clayderman, Die Cappuccinos, Uta Bresan, Andy Borg, Inka Bause, Akim, Edlseer, Olaf Berger | 6,41 Mio.     |
| 081.    | 16. Januar 2010    | Winterfest der Träume                                    | Halle              | Flying Superkids, Nockalm Quintett, Nicki, Jan Rouven, Nick Lötscher, Christian Lais, Marianne & Michael, Christoff, The Cast of König Der Löwen, Yvo Antoni, Dorfrocker, Gaby Albrecht, Karel Gott, Primadonna, Semino Rossi, DJ Ötzi | 6,05 Mio.     |
| 082.    | 20. März 2010      | Frühlingsfest                                            | Riesa              | Original Zillertaler Hey Mann! Band, Brunner & Brunner, die Cappuccinos, Franz Brei, Stefanie Hertel, Karel Gott, Hansi Hinterseer, Michael Hirte, Monika Martin, Francine Jordi, Louis Traber, Kastelruther Spatzen, die Amigos, Quirin Weber, DJ Ötzi, Höhner, Mary Roos, Daniela Alfonito, Michelle | 6,49 Mio.     |
| 083.    | 5. Juni 2010       | Sommerfest                                               | Magdeburg          | Pierre Ferdinand, Bernhard Brink, Yvo Antoni, Gaby Albrecht, Helene Fischer, Wildecker Herzbuben, Marianne und Michael, Katherine Jenkins, Marco Huck, Musical Ich war Noch niemals in New York, Primadonna, Ray Style, Alexander Rier, Vanessa Neigert, De Randfichten, Quirin Weber, Karel Gott, Tony Christie, Kristina Bach, Christoff | 4,94 Mio.     |
| 084.    | 16. Oktober 2010   | Herbstfest                                               | Erfurt             | Geschwister Hofmann, Marc Bator, Brunner und Brunner, Dorfrocker, Paola, Die Flippers, Heino, Ray Style, Die Schäfer, die Volksmusikspatzen, Fernsehballett des MDR, Rolf Zuckowski, Roger Whittaker, Rale Oberpichler, Monika Martin, Michael Hirte, Angela Wiedl, Ella Endlich, Big Joe de Filippi | 6,07 Mio.     |
| 085.    | 27. November 2010  | Adventsfest der 100.000 Lichter                          | Suhl               | Andrea Berg, Luisa Deutzmann, Die Grubertaler, Hansi Hinterseer, Gitte Hænning, Tom Mandl, Katherine Jenkins, Mädchenchor Trixi, Christian Wolff, Sigrid & Marina, DJ Ötzi, die Volksmusikspatzen, Semino Rossi, Fernsehballett des MDR, Richard Clayderman, Die Bergkameraden, Howard Carpendale, Ute Freudenberg | 6,29 Mio.     |
| 086.    | 29. Januar 2011    | Winterfest                                               | Magdeburg          | Stefan Mross, Patrick Lindner, Tony Marshall, Kathrin & Peter, Margot Hellwig, Andrea Berg, Carolin Reiber, Alexander Rier, Gildo Horn, Toni, Die Trenkwalder, Michelle, Bonnie Tyler, Matthias Reim, Mickie Krause, Riverdance, Chris de Burgh | 5,82 Mio.     |
| 087.    | 9. April 2011      | Frühlingsfest                                            | Riesa              | Die Flippers, Volker Rosin, Kastelruther Spatzen, Geschwister Hofmann, Vreni Margreiter, Heino, Dorfrocker, André Rieu & das Johann-Strauss-Orchester, Mickie Krause feat. Ko&Ko, Karel Gott, Alfred Biolek, Marianne & Michael, Michael Hirte, Tom Astor | 6,41 Mio.     |
| 088.    | 4. Juni 2011       | Sommerfest der Rekorde                                   | Halle              | Maite Kelly, Semino Rossi, Roland Kaiser, Anna-Maria Zimmermann, Heidis Erben, Andy Borg, Judith Hildebrandt, Frau Ottersbach, Quirin Weber, G. G. Anderson, Margot Hellwig, Mary Roos, Volker Bengel, Uwe Busse, De Randfichten, Roland Kaiser, Sascha Grammel, Semini Rossi, Starlight Express, Celtic Woman | 5,16 Mio.     |
| 089.    | 15. Oktober 2011   | Herbstfest der Abenteuer                                 | Chemnitz           | Helene Fischer, Jürgen Drews, die Kastelruther Spatzen, Semino Rossi, Stefan Mross | 5,41 Mio.     |
| 090.    | 26. November 2011  | Adventsfest der 100.000 Lichter                          | Suhl               | Andrea Berg, Rolf Zuckowski, Hansi Hinterseer, Patrick Nuo, Frank Schöbel, Stefanie Hertel, die Amigos, Siegfried Rauch, die Höhner, Reiner Calmund, Matthias Reim, das Nürnberger Christkind | 6,61 Mio.     |
| 091.    | 28. Januar 2012    | Winterfest der fliegenden Stars                          | Riesa              | Andrea Berg, Hansi Hinterseer, Michelle, Patrick Lindner, DJ BoBo und De Randfichten, DJ Ötzi, Ralph Morgenstern, Lena Valaitis | 5,91 Mio.     |
| 092.    | 17. März 2012      | Frühlingsfest der Überraschungen                         | Riesa              | Olaf Malolepski, Erol Sander, Gloria von Thurn und Taxis, Nino de Angelo, Nicole, Roger Whittaker, Mickie Krause | 5,72 Mio.     |
| 093.    | 2. Juni 2012       | Sommerfest der Abenteuer                                 | Magdeburg          | Karl Dall, Waldemar Hartmann & Matze Knop, Olaf Kuchenbecker, Perpetuum Jazzile, Pia Malo, Olaf Malolepski, Marianne & Michael, Claudia Jung, Frank Schöbel, Jacqueline Boyer, Christoff, The Italian Tenors, Götz Alsmann, Maria Levin, Elizabeth Teissier, Nina Hagen, Adya Classic, Roland Kaiser | 4,48 Mio.     |
| 094.    | 13. Oktober 2012   | Herbstfest der Überraschungen                            | Riesa              | Mireille Mathieu, Andy Borg, Michael Hirte, Abenteuer Feuerrekord, Simone und Charly Brunner, Chris de Burgh, Marquess, Ronny Weiland, Maite Kelly, Olaf Malolepski, Heino, Höhner, die Volksmusikspatzen | 5,43 Mio.     |
| 095.    | 1. Dezember 2012   | Adventsfest der 100.000 Lichter                          | Suhl               | Roland Kaiser, Suhler Singakademie und Lena Valaitis, Drei Haselnüsse für Aschenbrödel, Senta Berger, Rolf Zuckowski, Adoro mit den Augsburger Domsingknaben, Maite Kelly, Gotthilf Fischer, Alexander Rier und seine Geschwister Marion, Anna und Andreas, David Garrett, Roger Whittaker, Matthias Reim, André Rieu | 6,01 Mio.     |
| 096.    | 26. Januar 2013    | Winterfest der fliegenden Stars                          | Hof                | DJ Ötzi, Karl Dall, Hansi Hinterseer, Matthias Reim, Eckart von Hirschhausen, Stefan Mross, Zodwa Selele, Marco Huck, Ruth Moschner, Bettina Tietjen, Jens Weißflog, Christine Neubauer, Florian Ritzer, Marijke Amado und Christoff, Anita Hegerland, Dorfrocker, Claudia Pletz, Marc Bator, The Overtones, 2Cellos | 4,44 Mio.     |
| 097.    | 16. März 2013      | Frühlingsfest der 100.000 Blüten                         | Magdeburg          | Lucy Diakovska, Ella Endlich, Marianne & Michael, Fritz Wagner, Linda Hesse, Dorfrocker, Semino Rossi, Maite Kelly, Voxxclub, Karel Gott, Fantasy, Andrea Berg, The Piano Guys, Jan Smit, Joey Heindle, Helene Fischer, DJ Ötzi | 5,44 Mio.     |
| 098.    | 29. Juni 2013      | Sommerfest in Österreich                                 | Graz               | Andy Borg, Beatrice Egli, Schürzenjäger, Marjan & Lukas, Sigrid & Marina, Kurt Elsasser, Adya, Peter Michael, Simone & Charly Brunner, Lou Bega, Ross Antony, Afrika! Afrika!-Show, Montanya, Die Seer, Kastelruther Spatzen, Hansi Hinterseer, Jan Smit, Andreas Gabalier | 5,19 Mio.     |
| 099.    | 12. Oktober 2013   | Herbstfest der Träume                                    | Erfurt             | Andrea Berg, Michelle, Semino Rossi, Anita & Alexandra Hofmann, Ross Antony, Lena Valaitis, Isabel Varell und Birgit Schrowange, Helene Fischer, Die Grubertaler, Adoro, Brings, The Red Army Choir & Vincent Niclo, Mireille Mathieu, Michael Morgen | 5,26 Mio.     |
| 100.    | 30. November 2013  | Adventsfest der 100.000 Lichter                          | Suhl               | Hardy Krüger jr., Nicki, Inge und Matthias Steiner, Monika Martin, Marianne Sägebrecht, Marianne & Michael, Patrick Nuo, Deutsches Fernsehballett, Sigrid und Marina, Olaf, Naima und die Lübecker Knabenkantorei an St. Marien, Katarina Witt, Andrea Berg, Marinechor der Schwarzmeerflotte und Riverdance, Ella Endlich, Chinesischer Nationalcircus, VoXXclub, Nicole, Gayle Tufts, The Piano Guys, Linda Hesse, Ute Freudenberg & Christian Lais, The Overtones | 5,57 Mio.     |
| 101.    | 18. Januar 2014    | Großes Fest der Besten                                   | Berlin             | Beatrice Egli, Ross Antony, Riverdance, Hansi Hinterseer, Brings, Isabel Varell und Birgit Schrowange, Howard Carpendale, VoXXclub, Red Army Choir & Vincent Niclo, Harlem Globetrotters, Andreas Gabalier, Willi Gabalier, Sister Act, Helene Fischer, Siro-A, Santiano, Andrea Berg, DJ Bobo, Heino | 5,43 Mio.     |
| 102.    | 22. März 2014      | Großes Fest zum Jubiläum                                 | Magdeburg          | Semino Rossi, Michelle, Die Höhner, Mary Roos, Christoff, Jan Smit, Peter Kraus, Manuel Palomo und Adya, Wencke Myhre, Dorfrocker, DJ Ötzi, Beatrice Egli, Pia Douwes, Oonagh, Double Drums | 5,01 Mio.     |
| 103.    | 31. Mai 2014       | Sommerfest am See                                        | Erfurt             | Lucy Diakovska, Marianne & Michael, Heino, Die Grubertaler, Alexander Klaws, Nicki, Wildecker Herzbuben, Frank Schöbel, Roland Kaiser, Olaf, Larissa Marolt, Mirja Boes, Voxxclub, Matthias Reim, Jack White mit Lena Valaitis, Anita & Alexandra Hofmann und Pascal Silva, Bonnie Tyler, Jörn Schlönvoigt, Jo Weil, Bernhard Paul, Benedikt Mordstein, Guido Cantz, Nana Mouskouri | 3,63 Mio.     |
| 104.    | 25. Oktober 2014   | 20 Jahre Feste – Silbereisen feiert                      | Riesa              | Andy Borg, Mary Roos, Beatrice Egli, Birgit Schrowange, Ross Antony, Hansi Hinterseer, Karel Gott, Voxxclub, Andrea Berg, Nicole, Ute Freudenberg und Christian Lais, Die kleinen Spatzen, Jörg Bausch, Götz Alsmann, Adoro, Oonagh, Brings, Chris de Burgh, Feuerwerk der Turnkunst, Dancefloor Destruction Crew | 4,90 Mio.     |
| 105.    | 29. November 2014  | Adventsfest der 100.000 Lichter                          | Suhl               | Ross Antony, Gloria von Thurn und Taxis, Shadowland, Chris de Burgh, Oonagh, DJ Ötzi, Anita & Alexandra Hoffmann, Die kleinen Spatzen, Michelle, Gaby Albrecht, Fantasy, Patrizio Buanne, Viva Voce & Latvian Voices, Otto Waalkes, Christiane Hörbiger, Gerhard Tötschinger, Mireille Mathieu, Ella Endlich, Marquess, Anna-Maria Zimmermann, Soweto Gospel Choir, David Garrett, Katherine Jenkins | 5,78 Mio.     |
| 106.    | 10. Januar 2015    | Großes Fest der Besten                                   | Berlin             | Voxxclub, Kristina Bach, Cassandra Steen, Maite Kelly & Roland Kaiser, Michelle, Dancefloor Destruction Crew, Oonagh, Mireille Mathieu, Lucy & Johanna Suchon, Beatrice Egli, Andrea Berg, Disneys „Der König der Löwen“, Heino, Désirée Nick, Vivancos Dancing Kings, Roy Peter Link, Nino de Angelo, Riverdance, Helene Fischer | 5,50 Mio.     |
| 107.    | 14. März 2015      | Die Besten im Frühling                                   | Magdeburg          | Claudia Jung, Jörn Schlönvoigt, Maite Kelly, Guido’s Orchestra, Oonagh, Musical „Ich war noch niemals in New York“, Winni Biermann, DJ Ötzi, Jogl Brunner, Feuerherz, Roland Kaiser, Björn Landberg, Anna-Maria Zimmermann, Gayle Tufts, Ross Antony, Johnny Logan, Fahrenhaidt, Howard Carpendale | 4,51 Mio.     |
| 108.    | 11. Juli 2015      | Die Besten im Sommer                                     | Riesa              | Wolkenfrei, Andy Borg, Ewig, Voxxclub, Beatrice Egli, Ross Antony, Semino Rossi, Hansi Hinterseer, Das Wunder von Bern, Jürgen Drews, Feuerherz, Dancefloor Destruction Crew, Álvaro Soler, Valentina Babor, La Goassn, Guido’s Orchestra, Winni Biermann, Yamato, Matthias Reim | 3,99 Mio.     |
| 109.    | 10. Oktober 2015   | 150 Jahre Schlager – Großes Fest zum Jubiläum            | Erfurt             | Feuerherz, DJ Ötzi, Nik P., Wolkenfrei-Star Vanessa Mai, Ute Freudenberg, Die Höhner, Mireille Mathieu, Álvaro Soler, Christoff, Michelle, Julian David, David Garrett, Valentina Babor, Vicky Leandros, DDC – Dancefloor Destruction Crew, Santiano, Anni Perka, Howard Carpendale, Oonagh, Brings, Belinda Davids, Semino Rossi | 5,08 Mio.     |
| 110.    | 28. November 2015  | Adventsfest der 100.000 Lichter                          | Suhl               | Stefanie Hertel, Ross Antony, Jörn Schlönvoigt, Uschi Glas, Celtic Woman, Margot Hellwig, Brunner & Stelzer, Ruth Maria Kubitschek, Feuerherz, Viva Voce & Latvian Voices, Rolf Zuckowski, Otto Waalkes, Frank Schöbel, Ella Endlich, André Rieu, Wolkenfrei-Star Vanessa Mai, Shadowland, Peter Kraus, Helene Fischer | 6,26 Mio.     |
| 111.    | 9. Januar 2016     | Großes Fest der Besten                                   | Berlin             | Helene Fischer, Roland Kaiser, Andrea Berg, Santiano, Howard Carpendale, Mireille Mathieu, Andreas Gabalier, Semino Rossi, Santiano, Andrea Bocelli, Ross Antony, Voxxclub, Musical Aladdin, Anni Perka, DJ Ötzi & Nik P., Maite Kelly, Klubbb3, DDC – Dancefloor Destruction Crew, Ensemble Friedrichstadt-Palast | 5,64 Mio.     |
| 112.    | 20. Februar 2016   | Glückwunschfest – Silbereisen gratuliert                 | Riesa              | Andrea Berg, Riverdance, DJ Ötzi & Nik P., Fantasy, dArtagnan, Klubbb3, Ross Antony, Vicky Leandros, Roland Kaiser, Wolkenfrei-Star Vanessa Mai, Bernhard Brink, Die Höhner, Josephin Busch; das „Mädchen aus Ostberlin“, Matthias Reim, Christin Stark | 5,37 Mio.     |
| 113.    | 16. April 2016     | Großes Schlagerfest                                      | Halle              | Andrea Berg, dArtagnan, Fantasy, Stefanie Hertel, Phönix West, Nicole, Dieter Thomas Heck, Stephan Remmler und die Volksmusikspatzen, Sarah Jane Scott, Frank Schöbel, Kristin Silbereisen, Joja Wendt, Franziska Wiese, Olaf, Klubbb3, Roland Kaiser, Wolkenfrei-Star Vanessa Mai, DDC – Dancefloor Destruction Crew, Heino, Matthias Reim | 4,90 Mio.     |
| 114.    | 22. Oktober 2016   | Schlagerbooom – Internationales Schlagerfest             | Dortmund           | Helene Fischer, Andreas Gabalier, DJ Ötzi, Al Bano und Romina Power, Mickie Krause, Jürgen Drews, Howard Carpendale, Vanessa Mai, Umberto Tozzi, Klubbb3, Ross Antony, Helmut Lotti, Karel Gott, DDC – Dancefloor Destruction Crew, Maite Kelly, Oonagh, Álvaro Soler, Santiano, Patricia Kaas, Gali Atari, Symphoniacs, Prince Damien | 6,20 Mio.     |
| 115.    | 26. November 2016  | Adventsfest der 100.000 Lichter                          | Suhl               | Sascha Grammel, Semino Rossi, Helene Fischer, Helmut Lotti, Rolf Zuckowski, Mario Adorf, André Rieu, Andreas Gabalier, The Golden Voices of Gospel, Sarah Jane Scott, Feuerherz, Ross Antony, Ella Endlich, Anna-Maria Zimmermann, Achim Petry, Francine Jordi, Heino, Maxi Arland, Patricia Kelly und Iggi Kelly, Chris de Burgh, Höhner, Gayle Tufts | 6,63 Mio.     |
| 116.    | 7. Januar 2017     | Schlagerchampions – Großes Fest der Besten               | Berlin             | Andrea Berg, Roland Kaiser, Vanessa Mai, Maite Kelly, Nana Mouskouri, Álvaro Soler, Klubbb3, Starlight Express, DJ Ötzi & Nik P., Voxxclub, Bernhard Brink, Beatrice Egli, Franziska Wiese, Sarah Jane Scott, Christin Stark, Anni Perka, dArtagnan, Nicole, Fantasy, The Golden Voices of Gospel, Vincent Gross, Helmut Lotti, The Weather Girls, Mickie Krause, Ensemble Friedrichstadt-Palast Berlin, Roman Lob | 5,05 Mio.     |
| 117.    | 25. März 2017      | Schlagercountdown – Großes Premierenfest                 | Oldenburg          | The Kelly Family, Helene Fischer, Klubbb3, Jürgen Drews, Andy Borg, Semino Rossi, Oonagh feat. Safri Duo, Rotblond, Iggi Kelly, Ben Zucker, Ute Freuenberg & Christian Lais, Die Zipfelbuben, Santiano, Fantasy, Musikschule der Stadt Oldenburg, Sandro, Vincent Gross, Emma Kelly, Gloria von Thurn und Taxis, Anna-Maria Zimmermann, Nino de Angelo, DJ Ötzi, Boney M. feat. Liz Mitchell, Michelle, Prince Damien, Levina, Nathan Trent, Story of Dakota | 5,71 Mio.     |
| 118.    | 16. September 2017 | Dirndl! Fertig! Los! – Oktoberfestshow                   | München            | Andrea Berg, DJ Ötzi, David Garrett, Vanessa Mai, Hansi Hinterseer, dArtagnan, Andy Borg, Ross Antony, Anna-Maria Zimmermann, Donikkl, Semino Rossi, Voxxclub, Fantasy, Iggi Kelly, Seer, Mickie Krause, Klubbb3, DDC-Breakdancer, Veronica Ferres, Nik P., Smokie, Hermes House Band, Götz Alsmann, Stefanie Hertel, Markus, Mireille Mathieu, Christian Polanc, The Ten Tenors | 4,62 Mio.     |
| 119.    | 21. Oktober 2017   | Schlagerbooom – Internationales Schlagerfest             | Dortmund           | Klubbb3, Höhner, Beatrice Egli, Viktor Lazlo, Musical „Wahnsinn“, Ross Antony, Ireen Sheer, Ben Zucker, Marianne Rosenberg, Alina, Bernhard Brink, Santiano, Voxxclub, Roland Kaiser, Maite Kelly, The Kelly Family, David Hasselhoff, Vanessa Mai, Brotherhood of Man, Bonnie Tyler, Alexander Rybak & Franziska Wiese, Jürgen Drews, Thomas Anders, Andreas Gabalier, The Golden Voices of Gospel | 4,86 Mio.     |
| 120.    | 2. Dezember 2017   | Adventsfest der 100.000 Lichter                          | Suhl               | The Kelly Family, Mireille Mathieu, Andrea Berg, Vincent Gross, Stefanie Hertel, Ross Antony, Fantasy, Brings, Schwiizergoofe, Max Raabe und das Palast Orchester, Die kleinen Spatzen, Maximilian Arland, Hannelore Elsner, Annemieke Kesselaar, DJ Ötzi, Die Priester, Sarah Wiener, Chor der evangelischen Grundschule Erfurt, Ella Endlich, André Rieu, DDC-Breakdancer, Alina, Ben Zucker, Engelsgleich, The Baseballs, Peter Kraus | 6,07 Mio.     |
| 121.    | 13. Januar 2018    | Schlagerchampions – Großes Fest der Besten               | Berlin             | Roland Kaiser, Nana Mouskouri, Andrea Bocelli, Maite Kelly, Semino Rossi, Andy Borg, Klubbb3, The Kelly Family, Al Bano & Romina Power, Helene Fischer, Jürgen Drews, Ross Antony, Ben Zucker, Vanessa Mai, Fantasy, Alina, The Ten Tenors, Farid, Afrika! Afrika!, Santiano | 5,89 Mio.     |
| 122.    | 17. März 2018      | Heimlich! – Große Schlager-Überraschung                  | Grünwald           | Voxxclub, Anna-Maria Zimmermann, Fantasy, Oonagh mit dem Elbkindern, Semino Rossi, Nicole, Kaled, Beatrice Egli, Simone & Charly Brunner, Lena Valaitis, Höhner, Bernhard Brink, Ben Zucker, Roland Kaiser, Eloy de Jong, Oli.P, David Hasselhoff, Michael Schulte, Cesár Sampson, Helene Fischer, Michelle, Klubbb3, Jean Frankfurter | 5,06 Mio.     |
| 123.    | 2. Juni 2018       | Schlager, Stars & Sterne – Schlossparty in Österreich    | Kitzbühel          | - Klubbb3 Die pure Lust am Leben - Voxxclub Donnawedda - Andy Borg Marie - Florian Silbereisen & Andy Borg Griechischer Wein, Die kleine Kneipe, Live is life - Andy Borg Sarah - Inka Bause Die Liebe findet mich schon - Jürgen Drews & Ramona Drews Ich bau dir ein Schloss - Klubbb3 mit Jürgen Drews Wie eine Familie - Ben Zucker Der Sonne entgegen, Über den Wolken, Freiheit - Alf Amore amore amore - Beatrice Egli Verliebt, verlobt, verflixt nochmal - Now United Summer In The City - Klubbb3 Einmal ist immer das erste Mal - Marie Wegener Königlich - Sigrid & Marina Dahoam is dahoam - Angelo Kelly & Family Irish Heart, Fly Away, Lord Of The Dance - Ben Zucker feat. Bonnie Tyler It's A Heartache, Total Eclipse Of The Heart, Holding Out For A Hero - Michelle In 80 Küssen um die Welt - Eloy de Jong Egal was andere sagen - Francine Jordi Da geht noch mehr - Klubbb3 feat. Francine Jordi Ich liebe das Leben - Rainhard Fendrich Macho Macho, Strada del Sole, I am from Austria, Weust' a Herz host wia a Bergwerk - Anna-Maria Zimmermann 1 2 3 4: Heute Nacht da feiern wir - Barbara Schöneberger Knick in meiner Biographie - Álvaro Soler La cintura - Andreas Gabalier Verdammt lang her, Ewig, Ich sing a Liad für Di, Hulapalu | 3,94 Mio.     |
| 124.    | 20. Oktober 2018   | Schlagerbooom 2018 – Alles funkelt! Alles glitzert!      | Dortmund           | - Florian Silbereisen Die pure Lust am Leben - Klubbb3 Griechischer Wein, Ich liebe das Leben, Live is life - Ross Antony Ich bin was ich bin - Klubbb3 feat. Ross Antony & Linda Fäh Die Tasse Kaffee - Eloy de Jong feat. Marianne Rosenberg Liebe kann so weh tun - Sotiria Ein Licht für dich - Andy Borg Ich mach ein glückliches Mädchen aus dir, Schwarze Madonna, Marie - Beatrice Egli Keiner küsst mich so wie du - Leonard Aber noch lebst du - Santiano Mädchen von Haithabu - Klubbb3 Wie eine Familie - Feuerherz In meinen Träumen ist die Hölle los - Claudio Capéo & Ben Zucker Ça va ça va - The 100 Voices of Gospel Medley - Kerstin Ott Regenbogenfarben - Howard Carpendale Nachts, wenn alles schläft - The Kelly Family Medley - Michelle & Matthias Reim Nicht verdient - Maite Kelly Wenn ich liebe - Thomas Anders Sie sagte doch sie liebt mich - Pur Medley - Musical Wahnsinn Wolfgang-Petry-Medley - Sasha Genug ist genug - The Kings Of Disco – Former Members Of Village People Medley - Klubbb3 & The Golden Voices Of Gospel Der größte Chor der Welt - Álvaro Soler La cintura - Jürgen Drews Wenn die Wunderkerzen brennen - Alex Christensen & Anastacia Mr Vain - Roland Kaiser Schachmatt, Extreme, Joana                      | 5,15 Mio.     |
| 125.    | 1. Dezember 2018   | Adventsfest der 100.000 Lichter                          | Suhl               | - André Rieu - Anna-Maria Zimmermann - Ben Zucker - Daniel Caccia - Die Grubertaler - Ehrlich Brothers Zaubershow - Ella Endlich Küss mich, halt mich, lieb mich - Eloy de Jong An deiner Seite - Mary Poppins (Musical) Medley - Feuerherz - Géraldine Olivier - Kerstin Ott Weihnachtszeit - Maite Kelly Mary’s Boy Child - Mary Roos - Michelle Hunziker Weihnachtsgeschichte - Mireille Mathieu - Oli.P - Rolando Villazón - The Golden Voices of Gospel - The Kelly Family - Linda Fäh | 5,95 Mio.     |
| 126.    | 12. Januar 2019    | Schlagerchampions – Großes Fest der Besten               | Berlin             | - Florian Silbereisen Ich glaub es geht schon wieder los - Die Draufgänger Cordula Grün - Ross Antony 1001 Nacht - Maite Kelly Heute Nacht für immer - Eloy de Jong feat. Marianne Rosenberg Liebe kann so weh tun - Mary Roos - Fantasy Gespenster der Nacht - Inka Bause Mit offenen Armen - Voxxclub Lev Marie - Sotiria Ich wünsche mir ein Feuer - Klubbb3 Du hast es doch schon fast geschafft - Heino Sierra Madre - Heino feat. Voxxclub & Klubbb3 Sonnenbrillen-Hits - The Golden Voices of Gospel - Andrea Bocelli & Matteo Bocelli Fall on me - Kerstin Ott Regenbogenfarben - Andreas Gabalier Hallihallo, Ewig - Roland Kaiser Stark - The Kelly Family - Andrea Berg Mosaik - Santiano Mädchen von Haithabu - Michelle & Matthias Reim Nicht verdient, Idiot - Álvaro Soler La cintura - Ben Zucker Was für eine geile Zeit - Thomas Anders & Florian Silbereisen Sie sagte doch sie liebt mich - Andrea Bocelli & Helene Fischer If Only - Helene Fischer Wir brechen das Schweigen | 5,80 Mio.     |
| 127.    | 16. März 2019      | Alle singen Kaiser – Großes Schlagerfest                 | Leipzig            | - Voxxclub Ich glaub es geht schon wieder los - Oli.P Lieb’ mich ein letztes Mal - Ross Antony Joana, Que será - Annett Louisan Ein besserer Mensch - Francine Jordi - Bernhard Brink - Voxxclub, Ross Antony, Bernhard Brink, Francine Jordi & Florian Silbereisen Sieben Fässer Wein - Kathy Kelly - Bernhard Paul - Semino Rossi Das verflixte siebte Jahr - Kathy Kelly & Semino Rossi Santa Maria - Brenner Die Gefühle sind frei - Giovanni Zarrella Es kann der Frömmste nicht in Frieden leben - Andrea Berg Die geheimen Träumer, Mosaik - DJ Ötzi Extreme - Florian Silbereisen & Michelle Und wer küsst mich - Die Draufgänger Schach Matt - DJ Herzbeat und Sarah Lombardi Wohin gehst du? - Bonnie Tyler Hold On - Bonnie Tyler & Ben Zucker Midnight Lady - David Garrett Warum hast du nicht nein gesagt - Roland Kaiser Stark, Alles oder Dich, Medley - Andrea Berg & Roland Kaiser Dich zu lieben | 4,30 Mio.     |
| 128.    | 2. November 2019   | Schlagerbooom 2019 – Alles funkelt! Alles glitzert!      | Dortmund           | Roland Kaiser, Andrea Berg, Howard Carpendale, Marianne Rosenberg, Andreas Gabalier, Kerstin Ott, Oli.P, Maite Kelly, Giovanni Zarrella, Pietro Lombardi, The Kelly Family, Matthias Reim, Julian Reim, Helene Fischer, Jeanette Biedermann, TMCA, Die Draufgänger, Tim Peters, Brings, Mary Roos, Right Said Fred, Ehrlich Brothers, Roman Weidenfeller, Thomas Anders, Santiano, Reiner Calmund, Musical Wahnsinn, Oliver Onions, Klubbb3 | 5,75 Mio.     |
| 129.    | 30. November 2019  | Adventsfest der 100.000 Lichter                          | Suhl               | Maite Kelly, Roland Kaiser, Kerstin Ott, Semino Rossi, Ute Freudenberg, Jana Ina & Giovanni Zarrella, Matthias Reim, The Kelly Family, Ella Endlich, Eloy de Jong, Ross Antony, Sonia Liebing, Oli P., Stefan Mross & Anna-Carina Woitschack, Julia Lindholm, Linda Fäh, Vicky Leandros, Sarah Jane Scott, Linda Hesse, Marina Marx, Inka Bause, Mary Roos, Marianne Sägebrecht, Stjepan Hauser, Sotiria, Frank Schöbel | 5,66 Mio.     |
| 130.    | 11. Januar 2020    | Schlagerchampions – Großes Fest der Besten               | Berlin             | Andrea Berg, Roland Kaiser, Maite Kelly, Barbara Schöneberger, Marianne Rosenberg, The Kelly Family, Ben Zucker, Howard Carpendale, Kerstin Ott, Giovanni Zarrella, Willi Gabalier, Matthias Reim, Voxxclub, Thomas Anders, DJ Ötzi, Ross Antony, Marina Marx, Die Amigos, Versengold, Anna-Carina Woitschack & Stefan Mross, Andrea Bocelli, Bernhard Brink, Lucas Cordalis & Daniela Katzenberger, Rosanna Rocci & Semino Rossi, Julian Reim, Mary Roos, Santiano, Caren Miosga (zugeschaltet) | 5,56 Mio.     |
| 131.    | 6. Juni 2020       | Schlagerlovestory.2020 – Großes Wiedersehen              | Leipzig            | Andrea Berg, Ben Zucker, DJ Ötzi, Jana Ina & Giovanni Zarrella, Anna-Carina Woitschack & Stefan Mross, Lucas Cordalis & Daniela Katzenberger, Marianne Rosenberg, Semino Rossi, Thomas Anders, Roland Kaiser, Howard Carpendale, Ross Antony & Paul Reeves, Birgit & Andy Borg, Feuerherz, Patricia Kelly & Denis Sawinkin, Oli P., Marie Reim, Ramon Roselly, Christin Stark, Sarah Zucker, Sarah von Neuburg | 5,08 Mio.     |
| 132.    | 25. Juli 2020      | Schlager, Stars & Sterne – Große Seeparty in Österreich  | Kitzbühel          | Roland Kaiser, Pur, Ben Zucker, Andy Borg, DJ Ötzi, Thomas Anders, Sarah Lombardi, Voxxclub, Daniela Katzenberger & Lucas Cordalis, Giovanni Zarrella, Beatrice Egli, Angelo Kelly & Family, Nockalm Quintett, Semino Rossi, Rockharmonix, Marina Marx, Heino, Yury Revich, Kitzbüheler Alpenchor, Melissa Naschenweng, Oonagh, Fantasy, Sonia Liebing, Eloy de Jong, Inka Bause, Sigrid & Marina, Die Draufgänger, Sarah Zucker, Marianne Rosenberg, Annett Louisan, Christin Stark, Joel Brandenstein, Nino de Angelo, Joelina & Jürgen Drews, Ramon Roselly | 4,31 Mio.     |
| 133.    | 24. Oktober 2020   | Silbereisen gratuliert – Großes Schlagerjubiläum         | Leipzig            | Beatrice Egli, DJ Ötzi, Michelle, Andy Borg, Marie Reim, Die Draufgänger, Anna-Carina & Stefan Mross, Julian Reim, Jürgen Drews, Semino Rossi, Santiano, Anna-Maria Zimmermann, Münchener Freiheit, Christin Stark, Bläck Fööss & Hape Kerkeling, Giovanni Zarrella, Thomas Anders, Miguel, Pur, Marianne Rosenberg, Nino de Angelo, Ramon Roselly, Howard Carpendale, David Garrett, Roland Kaiser, Matthias Reim | 5,63 Mio.     |
| 134.    | 28. November 2020  | Adventsfest der 100.000 Lichter                          | Suhl               | Kerstin Ott, Angelo Kelly & Family, Fantasy, Anna-Carina & Stefan Mross, Beatrice Egli, Christin Stark, Olaf, Miguel, Hannah & Rockharmonix, Andy Borg, Uschi Glas, Marina Marx, Feuerherz, Alexa Maria Surholt & Bernhard Bettermann, Ella Endlich, Patricia Kelly, The Golden Voices of Gospel, Howard Carpendale, Thomas Anders, Joey Kelly, David Garrett, Deutsches Fernsehballett, Ross Antony & Paul Reeves, Ute Freudenberg, Johnny Logan, Eloy de Jong, Ramon Roselly, Andreas Gabalier, Andrea Berg | 6,68 Mio.     |
| 135.    | 27. Februar 2021   | Schlagerchampions – Großes Fest der Besten               | Suhl               | Ross Antony, Beatrice Egli, Ramon Roselly, Anna-Carina & Stefan Mross, Giovanni Zarrella feat. Pietro Lombardi, Linda, The Golden Voices of Gospel, Die Draufgänger, Daniela Alfinito & Maurizio, Kinderchor der evangelischen Kirchengemeinde Suhl, Eloy de Jong, Jeanette Biedermann, Marina Marx & Karsten Walter, Ute Freudenberg, LaFee, DJ Ötzi, Hannah, Andrea Berg, Thomas Anders, Schlagerkids, Ben Zucker, Marianne Rosenberg, Sarah Lombardi, Kerstin Ott, Howard Carpendale, Matthias Reim, Jendrik, Maite Kelly, Roland Kaiser, Nino de Angelo, Henning Krautmacher, No Angels | 4,91 Mio.     |
| 136.    | 5. Juni 2021       | Schlagercountdown – So wird’s bald wieder sein!          | Kitzbühel          | Ramon Roselly, Nik P., Bernhard Brink, Christoff, No Angels, Andreas Gabalier | 4,21 Mio.     |
| 137.    | 14. August 2021    | Große Schlagerstrandparty zum Geburtstag                 | Gelsenkirchen      | DJ Ötzi, Beatrice Egli, Die Draufgänger, Die lustigen Almdudler, Anita & Alexandra Hofman, Stefan Mross, Anna-Carina Woitschack, Ross Antony, Max Weidner, Andy Borg, Miguel Gaspar, Ramon Roselly, Thomas Anders, voXXclub, Team 5ünf, Ben Zucker, Sarah Zucker, Jürgen Drews, Musical Zeppelin, Eloy de Jong, Lou Bega, Die Prinzen, Marina Marx & Karsten Walter, LaFee, Bernhard Brink, Annett Louisan, Brenner, Andrea Berg | 3,82 Mio.     |
| 138.    | 4. September 2021  | Schlagerchallenge.2021 – Ganz großer Traum               | Leipzig            | Beatrice Egli, Eric Philippi, Ross Antony, Romy Kirsch, Semino Rossi, Ramon Roselly & Nelson Müller, Team 5ünf, Melissa Naschenweng, Chris de Burgh, Matthias Reim, David Hasselhoff, DJ Ötzi, Helmut Lotti, Die Prinzen, Ben Zucker, Howard Carpendale, Brenner, Andy Borg, Voxxclub, Alex Christensen & David Garrett, Roland Kaiser | 3,69 Mio.     |
| 139.    | 23. Oktober 2021   | Schlagerbooom 2021 – Alles funkelt! Alles glitzert!      | Dortmund           | DJ Ötzi, Ross Antony, Team 5ünf, Michelle, Jürgen Drews & Mickie Krause, David Garrett, Bernhard Brink, Beatrice Egli, Helmut Lotti, Thomas Anders, LaFee, Dieter Hallervorden, Karsten Walter, Ramon Roselly, Melissa Naschenweng, Marianne Rosenberg, Eric Philippi, Hape Kerkeling, Howard Carpendale, Otto Waalkes, Musical „Wahnsinn“, Ben Zucker, Bülent Ceylan & Brenner, Roland Kaiser, Bonnie Tyler, Alex Christensen, Matthias Reim, Christin Stark, Andreas Gabalier | 5,26 Mio.     |
| 140.    | 27. November 2021  | Adventsfest der 100.000 Lichter                          | Suhl               | Daniela Katzenberger & Lucas Cordalis mit Tochter Sophia, Schlagerkids, Anna-Carina Woitschack, Sinfoglesia, Ross Antony, Ella & Norbert Endlich, Anna & Lucky Kids, Rolf Zuckowski, Andrea Berg, Eric Philippi, Thomas Anders, Die jungen Zillertaler, Bülent Ceylan, Howard Carpendale, Romy Kirsch, The Kelly Family, Ireen Sheer, Klaus Kahl, Roland Kaiser, Till Brönner, Christin Stark & Matthias Reim, Highland Saga, Andy Borg, No Angels, Brings, Andreas Gabalier | 5,99 Mio.     |
| 141.    | 15. Januar 2022    | Schönste Schlagerüberraschungen aller Zeiten!            | Leipzig            | Ross Antony, Christoff, Ireen Sheer, Klaus Kahl, Andy Borg, Thomas Anders, Marina Marx, Karsten Walter, Anna-Carina Woitschack, Stefan Mross | 4,33 Mio.     |
| 142.    | 9. Juli 2022       | Große Schlagerstrandparty 2022 – Es geht wieder los!     | Gelsenkirchen      | Jürgen Drews, Mountain Crew, Andy Borg, Laffontien Brothers, Michelle, Jerome feat. Olaf der Flipper, Marina Marx & Karsten Walter, Wolfgang Fierek, Fantasy, Jane Comerford, Jill Fisher, Bernhard Brink, Lucas Cordalis, Max Weidner, Marianne Rosenberg, Tim Peters, Roland Kaiser, David Garrett, Johnny Logan, Oli.P, Howard Carpendale, Beatrice Egli, Eric Philippi, Ben Zucker, Musical Ku’damm 56, Matthias Reim, Julian Reim, Patricia Kelly, Brenner, No Angels, Andreas Gabalier | 4,62 Mio.     |
| 143.    | 23. Juli 2022      | Großes Schlagercomeback.2022                             | Leipzig            | Maite Kelly, Andy Borg, Nicole, Mickie Krause, Ross Antony & Art Garfunkel Jr., Hannah, Jürgen Drews, Lucas Cordalis, Matteo Bocelli, Romy Kirsch, Münchener Freiheit, Kim Fisher & Peter Plate, Ireen Sheer, Nena, Eloy de Jong, Beatrice Egli, The Kelly Family, Team 5ünf, Anastacia, Vicky Leandros, Oli.P, Lucy Diakovska & Marcella Rockefeller, Helene Fischer | 4,93 Mio.     |
| 144.    | 22. Oktober 2022   | Großes Schlagerjubiläum 2022 – Auf die nächsten 100!     | Leipzig            | Eric Philippi, Nicole, Melissa Naschenweng, Andy Borg, Lucas Cordalis, Eloy de Jong, Anna-Carina Woitschack & Stefan Mross, Reiner Calmund, Kerstin Ott, Undine Lux, Ross Antony, Beatrice Egli, Thomas Anders, Nena, Ramona & Jürgen Drews, Alphaville, Wahnsinn – Die Show, Santiano, Ben Zucker & DJ Ötzi, The Kelly Family, Andreas Gabalier, Roland Kaiser, Helene Fischer | 4,74 Mio.     |
| 145.    | 2. Dezember 2022   | Adventsfest der 100.000 Lichter                          | Suhl               | Eloy de Jong, Voxxclub, Andy Borg, Ella & Norbert Endlich, Maite Kelly, Melissa Naschenweng, Frank Schöbel, Ross Antony, Matteo Bocelli, Ute Freudenberg & Luna Klee, Semino Rossi, Matthias Reim, Eric Philippi, Dieter Hallervorden, Ehrlich Brothers, DJ Ötzi, Lisa-Marie Friedle, The Kelly Family, Thomas Anders, Anna-Carina Woitschack, Daniel Sommer, Pia-Sophie, Vincent Gross, Neon, Art Garfunkel Jr., Paulina Wagner, Romy Kirsch, Vicky Leandros, Till Brönner, Ireen Sheer, Christin Stark, Roland Kaiser | 5,05 Mio.     |
| 146.    | 19. Dezember 2022  | Alle singen Weihnachten! – Großes Adventsfestsingen 2022 | Suhl               | Daniela Katzenberger, Lucas Cordalis & Sophia, Ross Antony, Anna-Maria Zimmermann, Cordula Nussbaum, Virginia & Matteo Bocelli, Die Zipfelbuben, Ella Endlich, Pauline & Oli.P, Thomas Anders, DJ Ötzi, Die Prinzen, The Kelly Family | 3,60 Mio.     |
| 147.    | 14. Januar 2023    | Zum allerletzten Mal: Großer Schlagerabschied            | Leipzig            | Ramona & Joelina Drews, Jürgen Drews, Maite Kelly, Andy Borg, Anna-Maria Zimmermann, Bernhard Brink, Melissa Naschenweng, Ross Antony, Mountain Crew, Marianne Rosenberg, Beatrice Egli, Ben Zucker, Thomas Anders, Mickie Krause, Alphaville, Oli.P, David Hasselhoff, Andreas Gabalier, Roland Kaiser | 5,05 Mio.     |
| 148.    | 1. Juli 2023       | Schlagerbooom Open Air – Stadionshow in Österreich       | Kitzbühel          | Melissa Naschenweng, Raphi, Ross Antony, Christin Stark, Mark & Aaron Keller, Mountain Crew, DJ Ötzi, Chris Steger, Hannah, Andy Borg, Daniela Katzenberger, Sigrid & Marina, Team 5ünf, Beatrice Egli, Howard Carpendale, Michelle, Eric Philippi, Vicky Leandros, Ben Zucker, Mireille Mathieu, Nino de Angelo, No Angels, Al Bano, Anastacia, Andreas Gabalier | 4,01 Mio.     |
| 149.    | 12. August 2023    | Große Schlagerstrandparty 2023 – Wir feiern die 80er!    | Gelsenkirchen      | Thomas Anders, Ross Antony, Andy Borg, Limahl, voXXclub, Nicole, Samantha Fox, Ute Freudenberg, Marina Marx, Joachim Witt, Marianne Rosenberg, Mountain Crew, Lucas Cordalis, Joelina Drews, Beatrice Egli, Olaf der Flipper, Howard Carpendale, Chris Steger, Marie Wegener, Gitte Hænning, Michelle, Eloy de Jong, Mathias Reim, Julian Reim, Paul Young, Wahnsinn – Die Show, Nik Kershaw, Roland Kaiser | 3,87 Mio.     |
| 150.    | 21. Oktober 2023   | Schlagerbooom 2023 – Alles funkelt! Alles glitzert!      | Dortmund           | DJ Ötzi, Joelina Drews & Lucas Cordalis, voXXclub, Petra Manuela & Stefan Zauner, Kerstin Ott, Ross Antony, Anna-Maria Zimmermann, Vincent Gross, Michelle, Mickie Krause & Markus Becker, Daniel Muñoz, Ben Zucker, Marina Marx, Matteo Bocelli, Eric Philippi, Roland Kaiser, Christin Stark, Beatrice Egli, Santiano, Sarah Engels, Thomas Anders, Eloy de Jong, Team 5ünf, Maite Kelly, Howard Carpendale, Melissa Naschenweng, Anastacia, Andrea Berg | 4,61 Mio.     |
| 151.    | 2. Dezember 2023   | Adventsfest der 100.000 Lichter                          | Suhl               | Barbara Schöneberger, DJ Ötzi, Madlen Rausch, Alexandra Hofmann & Jørgen Olsen, Ross Antony, Pia-Sophie & Eloy de Jong, Maite Kelly, Tanja Lasch, Guido Maria Kretschmer, Mireille Mathieu, Joey Kelly’s Family, Chris Steger, Andrea Berg, Andy Borg, Ella Endlich, Thomas Anders, Vicky Leandros, Michelle & Eric Philippi, The Baseballs, Wincent Weiss, Roland Kaiser, Till Brönner, Nana Mouskouri | 5,03 Mio.     |
| 152.    | 18. Dezember 2023  | Alle singen Weihnachten! – Großes Adventsfestsingen 2023 | Suhl               | Oli.P, Joelina Drews & Lucas Cordalis, Ross Antony, DJ Ötzi, Ramon Roselly, Christian Ehrlich, Frank Schöbel, Vincent Gross, Sebastian Brücklmaier, Bernhard Brink, Tanja Lasch, Eloy de Jong, Markus Füchtner, Roland Kaiser, Ella & Norbert Endlich, Semino Rossi, Jana Miethwenz, Nicole, Vicky Leandros, Paul Reeves, Patricia Kelly, Andrea Berg | 3,09 Mio.     |
| 153.    | 13. Januar 2024    | Schlagerchampions 2024 – Großes Fest der Besten          | Berlin             | Vincent Gross, Olaf der Flipper, Anna Ermakova, Joelina Drews, Lucas Cordalis & Achim Petry, Ross Antony, Semino Rossi, Esteriore Brothers, Sarah Engels & Joel Brandenstein, Andy Borg, Matthias Reim, Christin Stark, DJ Ötzi, Chris Steger, Helene Fischer, Santiano, Beatrice Egli, Vicky Leandros, Ben Zucker, Kerstin Ott, Maite Kelly, Thomas Anders, Michelle & Eric Philippi, Howard Carpendale, Andrea Berg | 4,67 Mio.     |
| 154.    | 16. März 2024      | Große Schlagerüberraschung für Florian Silbereisen       | Leipzig            | Barbara Schöneberger, DJ Ötzi, Melissa Naschenweng, Semino Rossi, Esteriore Brothers, Reiner Haseloff, Pfeiffersche Stiftungen, Andy Borg, Marianne Rosenberg, Ross Antony mit Mutter Vivien, Ben Zucker, Wencke Myhre, Anna Ermakova, Howard Carpendale, Ehrlich Brothers, Thomas Anders, Joko Winterscheidt, Cascada, Maite Kelly, Eloy de Jong, Peter Kraus, Mickie Krause, Matthias Reim, Anastacia | 4,05 Mio.     |
| 155.    | 8. Juni 2024       | Schlagerbooom Open Air – Stadionshow in Österreich       | Kitzbühel          | DJ Ötzi, Melissa Naschenweng, Esteriore Brothers, Andy Borg, Eric Philippi, Die Draufgänger, Monika Gruber, Olaf der Flipper, Chris Steger, Marianne Rosenberg, voXXclub, Anna-Maria Zimmermann, Alexandra Hofmann & Jørgen Olsen, Sigrid & Marina, Maite Kelly, Kerstin Ott, Anna Ermakova, Michelle, Joelina Drews, Lucas Cordalis & Achim Petry, Annemieke van Dam & Gino Emnes, Eloy de Jong & The Golden Voices of Gospel mit Abigail, Jay Khan, Die Seer, Mickie Krause, Ben Zucker, Rainhard Fendrich, Andrea Berg | 3,59 Mio.     |
| 156.    | 19. Oktober 2024   | Schlagerbooom 2024 – Alles funkelt! Alles glitzert!      | Dortmund           | DJ Ötzi, Vincent Gross, John Kelly & Lucky Kids, Die Draufgänger & Hannah, Beatrice Egli, Alphaville, Jay Khan, Inka Bause, Michelle, Eric Philippi, Höhner, Alex Christensen & The Berlin Orchestra, Mickie Krause, Anna-Maria Zimmermann, Brings, Voxxclub, Georg Stengel, Andrea Berg, David Garrett, Maite Kelly, Melissa Naschenweng, Howard Carpendale, Vanessa Mai, Thomas Anders, Wahnsinn! Die Show, Kerstin Ott, Cascada, Roland Kaiser, Andreas Gabalier | 3,88 Mio.     |
| 157.    | 30. November 2024  | Adventsfest der 100.000 Lichter                          | Suhl               | Inka Bause, Tanja Lasch, André Knapp, Ross Antony & Paul Reeves, Andy Borg, DJ Ötzi & Lisa-Marie, Christian Jährig, Nissim Mizrahi, Philip Matas & Tom Mc Conner, Tanja & Joey Kelly, Markus Becker mit Lisann & Lillian Kelly, Semino Rossi & Charlien, Yared Dibaba, Voxxclub, Annalena Kaiser, Saskia Leppin, Rolf Zuckowski & Tochter Anuschka, Helene Fischer, Ella Endlich, Abigail Nova Campos, Thomas Gottschalk, Madlen Rausch & Chris Thompson, Thomas Anders, Jimmy Kelly & The Street Orchestra, Eloy de Jong, Il Volo, Wincent Weiss, Andrea Berg | 4,49 Mio.     |
| 158.    | 31. Dezember 2024  | Silvester-Schlagerbooom 2025 live – Wunderlichtershow!   | München            | Andrea Berg, Andy Borg, DJ Ötzi, Münchener Freiheit, Vanessa Mai, Bernhard Brink, Inka Bause, Semino Rossi, Oesch’s die Dritten, Ross Antony, Howard Carpendale, Oli.P, Gitte Hænning, Voxxclub, Alphaville, Pia Malo, Olaf der Flipper, Brings, Vincent Gross, Eric Philippi, Michelle, Die Draufgänger, Thomas Anders, Höhner, Bonnie Tyler | 4,65 Mio.     |
| 159.    | 11. Januar 2025    | Schlagerchampions 2025 – Großes Fest der Besten          | Berlin             | Thomas Anders, Die Draufgänger & Hannah, Ross Antony, Fantasy, Melissa Naschenweng, Bernhard Brink, Georg Stengel, Michelle, Voxxclub, Christin Stark, M.F.G., Frank Schöbel, Anna-Maria Zimmermann, Nino de Angelo, Jimmy Kelly & DJ Ötzi mit The Street Orchestra, Kerstin Ott, Andrea Berg, Howard Carpendale, Sarah Engels, Matthias Reim, Marie Reim, Vanessa Mai, Maite Kelly, Andreas Gabalier, Nena mit Larissa, Sakias und Simeon, Roland Kaiser | 3,87 Mio.     |
| 160.    | 21. Juni 2025      | Schlagerbooom Open Air 2025 – Die Berge leuchten!        | Kitzbühel          | DJ Ötzi, Vincent Gross, Andy Borg, Esteriore Brothers, Melissa Naschenweng, Matt & Sem, Bernhard Brink, Ella Endlich, Stefanie Hertel, Voxxclub, Rosi Schipflinger, Nicole, Eric Philippi, Michelle, Alina, Drews Cordalis Petry, Andrea Berg, Sigrid & Marina, Mireille Mathieu, Die Draufgänger & Pietro Basile, Elfenthal, Semino Rossi, Andreas Gabalier, Tanja May, Dieter Bohlen | 3,13 Mio.     |
| 161.    | 18. Oktober 2025   | Schlagerbooom 2025 – Alles funkelt! Alles glitzert!      | Dortmund           | |               |
| 162.    | 29. November 2025  | Adventsfest der 100.000 Lichter                          | Suhl               | |               |
| 163.    | 31. Dezember 2025  | Silvester-Schlagerbooom 2026 live – Wunderlichtershow!   | München            | |               |
| 164.    | 10. Januar 2026    | Schlagerchampions 2026 – Großes Fest der Besten          | Berlin             | |               |
| 165.    | 6. Juni 2026       | Schlagerbooom Open Air – Stadionshow in Österreich       | Kitzbühel          | |               |